# Norwegia na Letnich Igrzyskach Olimpijskich 1992
Norwegię na Letnich Igrzyskach Olimpijskich 1992 reprezentowało 83 zawodników: 51 mężczyzn i 32 kobiety. Był to 19 start reprezentacji Norwegii na letnich igrzyskach olimpijskich.

## Zdobyte medale
| Medal  | Zawodnik | Dyscyplina   | Konkurencja                               | Rezultat                                                |
| ------ | --- | ------------ | ----------------------------------------- | ------------------------------------------------------- |
| Złoto  | Jon Rønningen | Zapasy       | styl klasyczny waga do 52 kg              | w finale pokonał zawodnika z WNP Alfreda Ter-Mkrtczjana |
| Złoto  | Linda Andersen | Żeglarstwo   | klasa Europa                              | 48,7 pkt                                                |
| Srebro | Knut Holmann | Kajakarstwo  | K-1 1000 m mężczyzn                       | 3:37,50 min                                             |
| Srebro | Mona Dahle, Kristine Duvholt, Siri Eftedal, Hege Frøseth, Susann Goksør-Bjerkrheim, Henriette Henriksen, Hanne Hogness, Karin Pettersen, Tonje Sagstuen, Annette Skotvoll, Ingrid Steen, Heidi Sundal, Cathrine Svendsen, Heidi Tjugum | Piłka ręczna | turniej kobiet                            | w finale uległy zespołowi Korei Południowej 21:28       |
| Srebro | Harald Stenvaag | Strzelectwo  | karabin małokalibrowy leżąc 50 m mężczyzn | 701,4 pkt                                               |
| Srebro | Lars Bjønnes, Rolf Thorsen, Kjetil Undset, Per Sætersdal | Wioślarstwo  | czwórka podwójna mężczyzn                 | 5:47,09 min                                             |
| Brąz   | Knut Holmann | Kajakarstwo  | K-1 500 m mężczyzn                        | 1:47,71 min                                             |

## Skład kadry

### Badminton
Mężczyźni
- Hans Sperre Jr. - gra pojedyncza - 33. miejsce,

### Boks
Mężczyźni
- Ole Klemetsen waga lekkośrednia do 71 kg - 5. miejsce,

### Gimnastyka
Kobiety
- Anita Tomulevski

wielobój indywidualnie - 79. miejsce,
ćwiczenia wolne - 88. miejsce,
skok przez konia - 81. miejsce,
ćwiczenia na poręczach - 65. miejsce,
ćwiczenia na równoważni - 57. miejsce,

### Jeździectwo
- Morten Aasen - skoki przez przeszkody indywidualnie - nie ukończyła rundy finałowej (dyskwalifikacja),

### Judo
Mężczyźni
- Stig Traavik waga do 65 kg - 24. miejsce,

### Kajakarstwo
Kobiety
- Hege Brannsten, Ingeborg Rasmussen - K-2 500 m - odpadły w półfinale,
- Hege Brannsten, Nina Bergsvik, Tone Rasmussen, Ingeborg Rasmussen - K-4 500 m - odpadły w półfinale,

Mężczyźni
- Knut Holmann

K-1 500 m - 3. miejsce,
K-1 1000 m - 2. miejsce,
- Peter Ribe, Thomas Roander

K-2 500 m - odpadli w repesażach,
K-2 1000 m - odpadli w półfinale,

### Kolarstwo
Kobiety
- Monica Valvik-Valen  - kolarstwo szosowe - wyścig ze startu wspólnego - 5. miejsce,
- Gunhild Ørn  - kolarstwo szosowe - wyścig ze startu wspólnego - 37. miejsce,
- Ingunn Bollerud  - kolarstwo szosowe - wyścig ze startu wspólnego - 41. miejsce,

Mężczyźni
- Bjørn Stenersen - kolarstwo szosowe - wyścig ze startu wspólnego - 38. miejsce,
- Lars Kristian Johnsen - kolarstwo szosowe - wyścig ze startu wspólnego - 45. miejsce,
- Karsten Stenersen - kolarstwo szosowe - wyścig ze startu wspólnego - 57. miejsce,
- Stig Kristiansen, Roar Skaane, Bjørn Stenersen, Karsten Stenersen - kolarstwo szosowe jazda drużynowa na 100 km na czas - 11. miejsce,
- Steffen Kjærgaard - kolarstwo torowe - wyścig na 4000 m na dochodzenie indywidualnie - nie sklasyfikowany (został wyprzedzony przez rywala)

### Lekkoatletyka
Kobiety
- Mette Bergmann - rzut dyskiem - 21. miejsce,
- Trine Solberg-Hattestad - rzut oszczepem - 5. miejsce,
- Anne Brit Skjæveland - sedmiobój - 22. miejsce,

Mężczyźni
- Vebjørn Rodal - bieg na 800 m - odpadł w półfinale,
- Atle Douglas - bieg na 800 m - odpadł w półfinale,
- John Halvorsen - bieg na 10 000 m - 19. miejsce,
- Steinar Hoen - skok wzwyż - 15. miejsce,
- Håkon Särnblom - skok wzwyż - 19. miejsce,
- Olav Jenssen - rzut dyskiem - 13. miejsce,

### Łucznictwo
Mężczyźni
- Martinius Grov - indywidualnie - 4. miejsce,

### Piłka ręczna
Kobiety
- Mona Dahle, Kristine Duvholt, Siri Eftedal, Hege Frøseth, Susann Goksør-Bjerkrheim, Henriette Henriksen, Hanne Hogness, Karin Pettersen, Tonje Sagstuen, Annette Skotvoll, Ingrid Steen, Heidi Sundal, Cathrine Svendsen, Heidi Tjugum - 2. miejsce,

### Pływanie
Kobiety
- Irene Dalby

200 m stylem dowolnym - 23. miejsce,
400 m stylem dowolnym - 11. miejsce,
800 m stylem dowolnym - 5. miejsce,
Mężczyźni
- Jarl Inge Melberg

100 m stylem dowolnym - 28. miejsce,
200 m stylem dowolnym - 19. miejsce,
400 m stylem dowolnym - 38. miejsce,
- Thomas Sopp

100 m stylem grzbietowym - 39. miejsce,
200 m stylem grzbietowym - 31. miejsce,
- Børge Mørk

100 m stylem klasycznym - 37. miejsce,
200 m stylem klasycznym - 26. miejsce,
- Jarl Inge Melberg, Thomas Sopp, Trond Høines, Kjell Ivar Lundemoen - sztafeta 4 x 200 m stylem dowolnym - 14. miejsce,
- Thomas Sopp, Børge Mørk, Trond Høines, Jarl Inge Melberg - sztafeta 4 x 100 m stylem zmiennym - 17. miejsce,

### Skoki do wody
Mężczyźni
- Christian Styren - trampolina 3 m - 19. miejsce,

### Strzelectwo
Kobiety
- Hanne Vataker

karabin pneumatyczny 10 m - 23. miejsce,
karabin małokalibrowy, trzy pozycje 50 m - 22. miejsce,
- Lindy Hansen

karabin pneumatyczny 10 m - 44. miejsce,
karabin małokalibrowy, trzy pozycje 50 m - 35. miejsce,
Mężczyźni
- Stein Olav Fiskebeck

pistolet pneumatyczny 10 m - 14. miejsce,
pistolet dowolny 50 m - 10. miejsce,
- Harald Stenvaag

karabin pneumatyczny 10 m - 18. miejsce,
karabin małokalibrowy, trzy pozycje, 50 m - 5. miejsce,
karabin małokalibrowy, leżąc 50 m - 2. miejsce,
- Nils Petter Håkedal

karabin pneumatyczny 10 m - 27. miejsce,
karabin małokalibrowy, trzy pozycje, 50 m - 29. miejsce,
karabin małokalibrowy, leżąc 50 m - 15. miejsce,
- Tor Heiestad - ruchoma tarcza 10 m - 10. miejsce,

Open
- Harald Jensen - skeet - 33. miejsce,

### Tenis ziemny
Mężczyźni
- Christian Ruud - gra pojedyncza - 33. miejsce,
- Bent Ove Pedersen, Christian Ruud - gra podwójna - 17. miejsce

### Wioślarstwo
Mężczyźni
- Snorre Lorgen, Sverke Lorgen - dwójka podwójna - 7. miejsce,
- Lars Bjønnes, Rolf Thorsen, Kjetil Undset, Per Sætersdal - czwórka podwójna - 2. miejsce,

### Zapasy
Mężczyźni
- Lars Rønningen - styl klasyczny waga do 48 kg - 7. miejsce,
- Jon Rønningen - styl klasyczny waga do 52 kg - 1. miejsce,

### Żeglarstwo
- Jorunn Horgen - Windsurfing kobiety - 8. miejsce,
- Linda Andersen - klasa Europa - 1. miejsce,
- Ida Andersen, Tonje Kristiansen - klasa 470 kobiet - 14. miejsce,
- Per Gunnar Haugen - windsurfing mężczyzn - 22. miejsce,
- Herman Horn Johannessen, Pål McCarthy - klasa 470 mężczyzn - 5. miejsce
- Odd Stray, Per Arne Nilsen - klasa Tornado - 15. miejsce,
- Erling Landsværk, Rune Jacobsen, Thom Haaland - klasa Soling - 10. miejsce,
- Knut Frostad, Ole Petter Pollen - klasa Latający Holender - 7. miejsce,